# Battaglia di Tatarahama (1569)
La battaglia di Tatarahama (多々良浜の戦い?, Tatarahama no tatakai) del 1569 fu parte tra le lotte tra i samurai del clan Ōtomo e quelli del clan Mōri durante il periodo Sengoku, per il controllo dell'isola di Kyūshū. Ebbe luogo dopo un assedio riuscito del castello di Tachibana degli Ōtomo per mano dei Mōri, al confine dell'odierna città di Fukuoka.

## La battaglia
I due eserciti si incontrarono sulle coste della baia di Hakata, a Tatarahama, ma la battaglia non ebbe inizialmente esito, in quanto gli eserciti erano in pari forze, ed entrambi si ritirarono. Per rompere lo stallo, gli Ōtomo si allearono con il clan Amago, rivali dei Mōri; ne risultò che Yamanaka Yukimori e Amago Katsuhisa, come parte del loro accordo con gli Ōtomo, presero la provincia di Izumo, e in generale, gli attacchi combinati Ōtomo-Amago costrinsero i Mōri, ormai sotto pressione, ad abbandonare Tachibana.